# Ingrid Werner
Pour les articles homonymes, voir Werner.
Ingrid Werner (née le 30 novembre 1935 à Forst (Lusace)) est une chanteuse allemande.

## Biographie
Ingrid Werner, dont la mère est violoniste et la sœur est aussi chanteuse, grandit à Heidelberg, où elle prend des cours de danse et de théâtre, mais aussi comme chanteuse. Elle se produit dans des clubs de soldats américains. Elle chante avec des groupes de jazz en Allemagne et en France. En 1956, Johannes Rediske l'amène à Berlin en tant que chanteuse dans son quintet. L'année suivante, elle enregistre avec lui les titres I Only Have Eyes For You, Lover, Come Back to Me et Moonlight in Vermont. En 1958, elle obtient un contrat d'actrice et apparaît dans certains films de l'UFA en tant que chanteuse. Ensuite, elle travaille avec le cabaret berlinois Die Stachelschweine dans le film Flucht nach Berlin et brièvement comme animatrice de télévision à la SFB.
En 1958, elle se met à chanter du schlager, participe à la sélection de l'Allemagne au Concours Eurovision de la chanson 1960 et se produit sous le nom de Nina Westen dans l'émission Haifischbar. En 1970, elle épouse le réalisateur de télévision Günther Würtz et met fin à sa carrière de chanteuse.

## Source de la traduction
- (de) Cet article est partiellement ou en totalité issu de l’article de Wikipédia en allemand intitulé « Ingrid Werner » (voir la liste des auteurs).